# Weisshaus Aladár
Weisshaus Aladár (Budapest, 1887. december 21. – Budapest, 1963. november 20.) magyar szocialista politikus.

## Élete
Weisshaus Sándor kereskedősegéd, később vasúti kalauz és Egri Júlia fia. A családi hagyományokat követve vasutas lett. 1910 és 1918 között a Déli Vasútnál volt ellenőr. Az őszirózsás forradalom alatt kapcsolódott be a munkásmozgalomba. 1918 őszétől a Magyarországi Vasutasok Szövetségének titkára volt. Ebben az évben egy kormányrendelet elleni tiltakozásul – mely értelmében tilos volt vasutasoknak a Magyarországi Szociáldemokrata Pártba belépni – önként lemondott tisztségéről és csatlakozott a párthoz. A Magyarországi Tanácsköztársaság alatti szerepe miatt másfél év börtönre ítélték. Kiszabadulása után továbbra 1920-tól 1922-ig a Pósz Jenő szerkesztette Magyar Vasutas című lap munkatársa volt. 1923-tól az illegális Kommunisták Magyarországi Pártja tagja lett. 1925-ben az Magyarországi Szocialista Munkáspárt egyik szervezője és vezetője lett. Rákosi Mátyással együtt letartóztatták 1925-ben és egy évi börtönre ítélték „államellenes izgatás” miatt. Miután kiszabadult az KMP kizárta tagjai közül, azzal a váddal, hogy „a KMP fejlődését veszélyezteti”. Azt, hogy ez a vád tényleg igaz, azonban nem tudták bebizonyítani, így Weisshaus hiába kért egy hivatalos tárgyalást, azt elutasították. Ezután szervezte meg frakcióját, amelyet a kommunisták, s főleg Rákosi mélyen elítélt. Később kapcsolatba került a Magyar Közösséggel, amiért 1946-ban az ún. 2. Magyar Közösség perben 3,5 évre börtönre ítélték. 1954-ben internálták, majd végül 1956. február 4-én szabadlábra helyezték. Haláláig visszavonult a politikai élettől, 1963. november 20-án halt meg, a Farkasréti temetőben helyezték örök nyugalomra.

## Fő műve
- Társadalmi gazdaságtan (Budapest, Új Szó, 1935.)[3]